# Amata leucozona
Amata leucozona là một loài bướm đêm thuộc phân họ Arctiinae, họ Erebidae.